# Jeremy Irons
Jeremy John Irons (AFI: [ˈdʒɛɹɪmi ˈaɪənz]; Cowes, 19 settembre 1948) è un attore britannico.
Ha vinto il Premio Oscar al miglior attore nel 1991 per il film Il mistero Von Bulow.

## Biografia
Jeremy Irons è nato a Cowes, sull'Isola di Wight, il 19 settembre del 1948, figlio di Paul Dugan Irons, un ragioniere inglese, e di Barbara Anne Sharpe, una casalinga inglese di remote origini irlandesi. Irons è cresciuto a Sant Helens vicino a Bembridge, sempre sull'Isola di Wight, dove suo fratello Christopher ha poi esercitato la professione di medico. Si è diplomato nel 1965 alla Sherborne School nel Dorset, frequentata in quel periodo anche da Ritchie, con cui condivideva l'interesse per la musica  . Dopo aver invano tentato di sfondare come batterista nella band Four Pillars of Wisdom, si è iscritto alla Old Vic Theatre School di Bristol, recitando quindi nella compagnia, con la quale è apparso in differenti produzioni per circa due anni. Nel 1972 si è trasferito a Londra dove si è fatto notare nel musical Godspell sostenendo il ruolo di Giovanni Battista. Ha poi collezionato una serie di ruoli televisivi e a metà anni ottanta ha recitato con la Royal Shakespeare Company, per poi esordire a Broadway. Ha vinto il Tony Award come miglior attore con The Real Thing di Tom Stoppard, insieme con Glenn Close. 

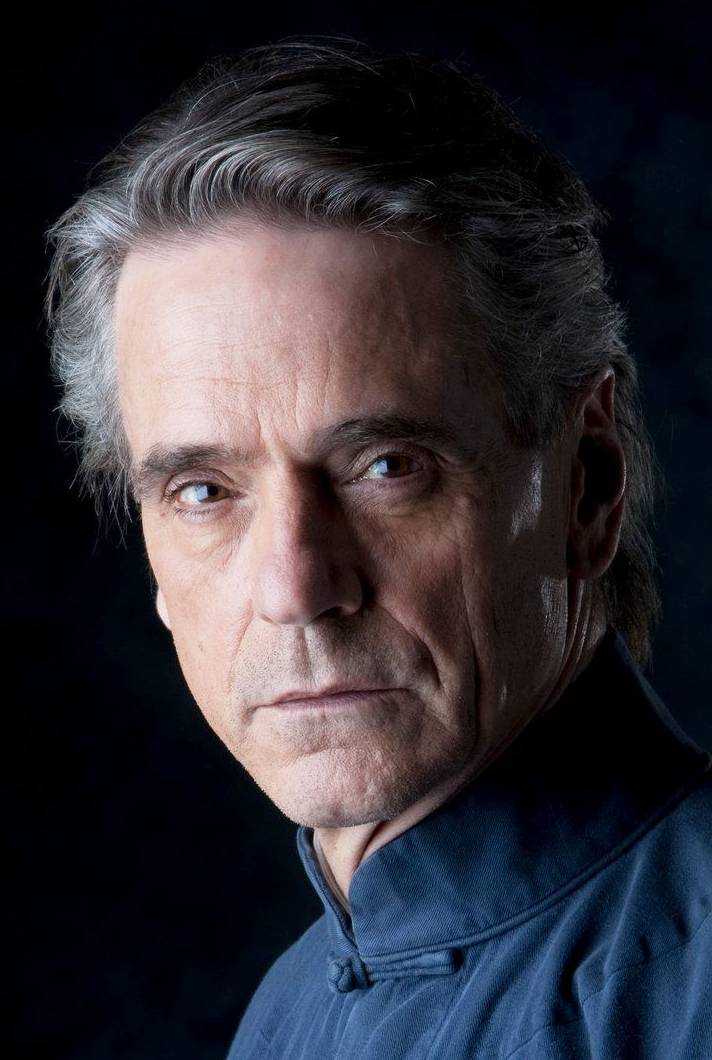
Jeremy Irons nel 2014

L'esordio cinematografico con Nijinsky, dove ha dato volto a Michel Fokine, non è stato dei migliori. Ma la sua seconda apparizione, in La donna del tenente francese (1981) di Karel Reisz con Meryl Streep, gli ha valso la nomination al Premio BAFTA come miglior attore. Dalla seconda metà degli anni ottanta è stato un susseguirsi di successi (come ad esempio il thriller psicologico Inseparabili del 1988) fino ad arrivare al 1991 quando ha vinto il Premio Oscar, il Golden Globe e il David di Donatello come miglior attore per l'interpretazione ne Il mistero Von Bulow (1990) di Barbet Schroeder. Ha ottenuto ruoli drammatici in film come La casa degli spiriti di Bille August, tratto dall'omonimo romanzo di Isabel Allende, ne Il mercante di Venezia di Michael Radford, pellicola tratta dall'omonima opera di William Shakespeare, ne Il danno, tratto dall'omonimo romanzo di Josephine Hart e in Mission di Roland Joffé, al fianco di Robert De Niro e di Liam Neeson. Ha prestato la voce al personaggio di Scar nella versione originale de Il re leone della Disney. Irons è stato inoltre narratore anche di alcuni documentari di National Geographic, come L'ultima preda: leoni e elefanti (doppiato in italiano da Giancarlo Giannini), Nemici per sempre: leoni e bufali e L'occhio del leopardo, tutti e tre realizzati dai coniugi Derek e Beverly Joubert.
Irons ha anche interpretato magistralmente ruoli da antagonista come in Die Hard - Duri a morire di John McTiernan, nei panni dello psicopatico criminale Simon Gruber, fratello di Hans, e nel western Appaloosa di Ed Harris, nelle vesti del losco allevatore Randall Bragg. 
È stato diretto da Ridley Scott nel kolossal storico-epico Le crociate - Kingdom of Heaven, nel ruolo del conte Tiberias (futuro conte Raimondo III di Tripoli), affiancando, in ruolo di co-protagonista, Orlando Bloom. È riapparso nel 2009 con un cameo nel film La Pantera Rosa 2 di Harald Zwart. Dal 2011 al 2013 è stato protagonista della serie televisiva I Borgia, diretta dal celebre Neil Jordan, di produzione Showtime dove ha interpretato lo spagnolo Rodrigo Borgia, divenuto più tardi Papa Alessandro VI. Nel 2016 ha interpretato il CEO delle Abstergo Industries Alan Rikkin in Assassin's Creed. Nel 2015 ha svolto il ruolo di Godfrey Harold Hardy in L'uomo che vide l'infinito. Nel 2016 è stato Alfred Pennyworth, maggiordomo di Bruce Wayne/Batman, in Batman v Superman: Dawn of Justice, diretto da Zack Snyder , riprendendo poi tale ruolo l'anno successivo in Justice League (2017) di Joss Whedon, nella director's cut del film, Zack Snyder's Justice League (2021) e nel film The Flash (2023). Nel 2017 è stato insignito, a Roma, del XVI Premio Europa per il teatro. Nel 2019 ha ottenuto il ruolo di un anziano Adrian Veidt, alias "Ozymandias", nella miniserie televisiva Watchmen. Nel 2021 è stato Rodolfo Gucci nel film biografico di  Ridley Scott House of Gucci. Nel 2022 ha vestito i panni del primo ministro britannico Neville Chamberlain nel thriller Monaco - Sull'orlo della guerra. Nel 2025 ha dato volto all'abate Faria nella miniserie Il conte di Montecristo.

## Vita privata
Dopo il breve matrimonio con l'attrice Julie Hallam (durato un anno), si è risposato nel 1978 con l'attrice irlandese Sinéad Cusack, figlia dell'attore Cyril Cusack, dalla quale ha avuto due figli: Samuel (1978) e Max (1985).

## Attivismo
Il 17 ottobre 2011 Irons è stato investito ufficialmente dell'incarico di Ambasciatore di Buona Volontà della FAO (FAO Goodwill Ambassador), presenziando a Roma alla cerimonia per le celebrazioni della Giornata Mondiale dell'Alimentazione.

## Filmografia

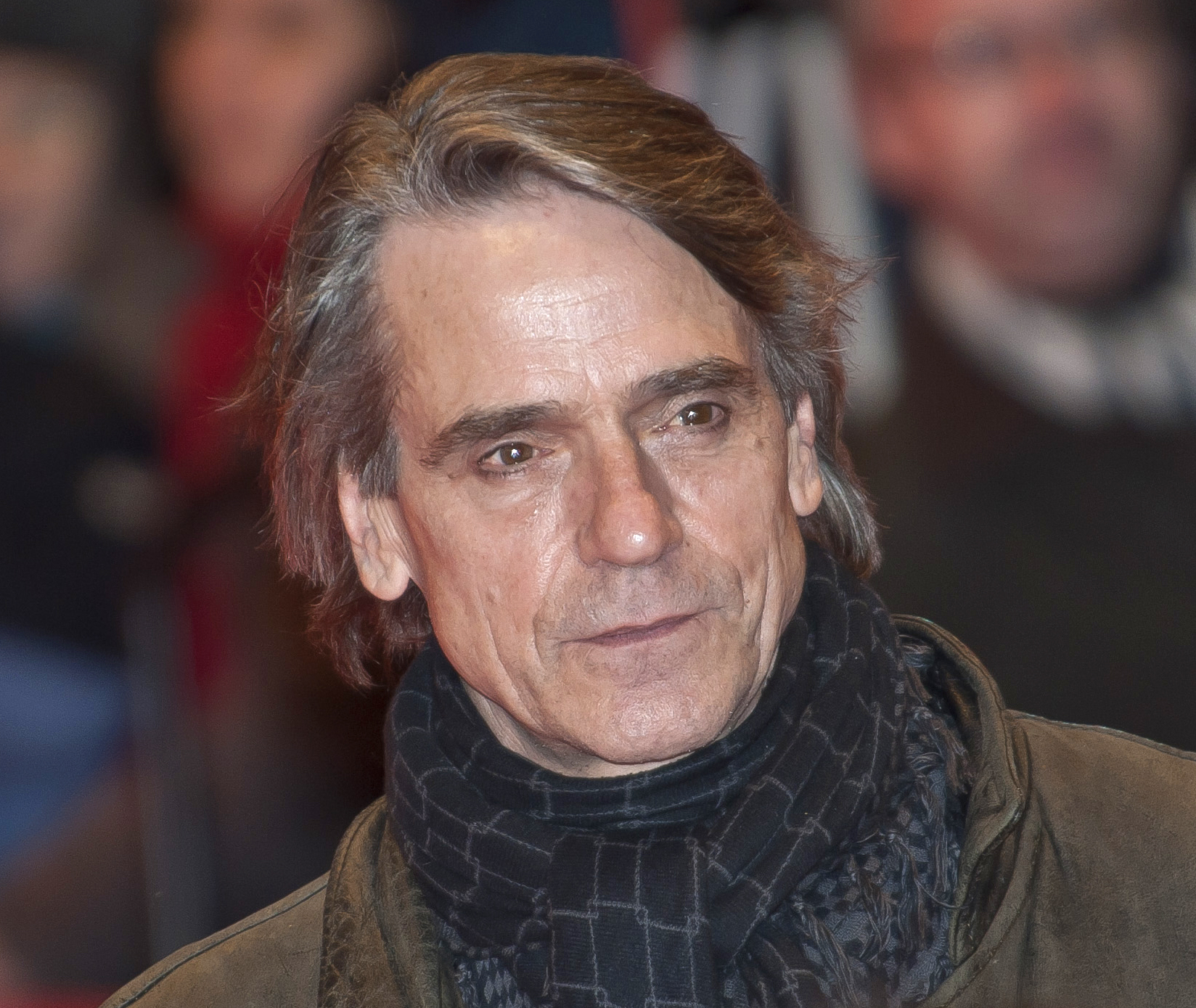
Jeremy Irons nel 2011 alla Berlinale

### Attore

#### Cinema
- Nijinsky, regia di Herbert Ross (1980)
- La donna del tenente francese (The French Lieutenant's Woman), regia di Karel Reisz (1981)
- Moonlighting, regia di Jerzy Skolimowski (1982)
- Tradimenti (Betrayal), regia di David Hugh Jones (1983)
- Un amore di Swann (Un amour de Swann), regia di Volker Schlöndorff (1984)
- L'anitra selvatica (The Wild Duck), regia di Henri Safran (1984)
- Mission (The Mission), regia di Roland Joffé (1986)
- Inseparabili (Dead Ringers), regia di David Cronenberg (1988)
- L'opera del seduttore (A Chorus of Disapproval), regia di Michael Winner (1988)
- Australia, regia di Jean-Jacques Andrien (1989)
- Il mistero Von Bulow (Reversal of Fortune), regia di Barbet Schroeder (1990)
- Zebrácká opera, regia di Menahem Golan e Jiří Menzel (1991)
- Delitti e segreti (Kafka), regia di Steven Soderbergh (1991)
- Waterland - Memorie d'amore (Waterland), regia di Stephen Gyllenhaal (1992)
- Il danno (Damage), regia di Louis Malle (1992)
- From Time to Time, regia di Jeff Blyth – cortometraggio (1992)
- M. Butterfly, regia di David Cronenberg (1993)
- La casa degli spiriti (The House of the Spirits), regia di Bille August (1993)
- Die Hard - Duri a morire (Die Hard: With a Vengeance), regia di John McTiernan (1995)
- Io ballo da sola (Stealing Beauty), regia di Bernardo Bertolucci (1996)
- Chinese Box, regia di Wayne Wang (1997)
- Lolita, regia di Adrian Lyne (1997)
- La maschera di ferro (The Man in the Iron Mask), regia di Randall Wallace (1998)
- Dungeons & Dragons, regia di Courtney Solomon (2000)
- Il quarto angelo (The Fourth Angel), regia di John Irvin (2001)
- The Time Machine, regia di Simon Wells (2002)
- And Now... Ladies & Gentlemen, regia di Claude Lelouch (2002)
- Callas Forever, regia di Franco Zeffirelli (2002)
- La diva Julia - Being Julia (Being Julia), regia di István Szabó (2004)
- Il mercante di Venezia (The Merchant of Venice), regia di Michael Radford (2004)
- Mathilde, regia di Nina Mimica (2004)
- Le crociate - Kingdom of Heaven (Kingdom of Heaven), regia di Ridley Scott (2005)
- Casanova, regia di Lasse Hallström (2005)
- Inland Empire - L'impero della mente (Inland Empire), regia di David Lynch (2006)
- Eragon, regia di Stefen Fangmeier (2006)
- Appaloosa, regia di Ed Harris (2008)
- La Pantera Rosa 2 (The Pink Panther 2), regia di Harald Zwart (2009)
- Margin Call, regia di J. C. Chandor (2011)
- The Words, regia di Brian Klugman e Lee Sternthal (2012)
- Trashed, regia di Candida Brady – documentario (2012)
- Beautiful Creatures - La sedicesima luna (Beautiful Creatures), regia di Richard LaGravenese (2013)
- Treno di notte per Lisbona (Night Train to Lisbon), regia di Bille August (2013)
- High-Rise - La rivolta (High-Rise), regia di Ben Wheatley (2015)
- L'uomo che vide l'infinito (The Man Who Knew Infinity), regia di Matthew Brown (2015)
- La corrispondenza, regia di Giuseppe Tornatore (2016)
- Race - Il colore della vittoria (Race), regia di Stephen Hopkins (2016)
- Batman v Superman: Dawn of Justice, regia di Zack Snyder (2016)
- Assassin's Creed, regia di Justin Kurzel (2016)
- L'ora più bella (Their Finest), regia di Lone Scherfig (2016)
- Justice League, regia di Zack Snyder (2017)
- Red Sparrow, regia di Francis Lawrence (2018)
- Viaggio con papà - Istruzioni per l'uso (An Actor Prepares), regia di Steve Clark (2018)
- Il Museo del Prado, la corte delle Meraviglie, regia di Valeria Parisi – documentario (2019)
- Amore, matrimoni e altri disastri (Love, Weddings & Other Disasters), regia di Dennis Dugan (2020)
- Zack Snyder's Justice League, regia di Zack Snyder (2021)
- House of Gucci, regia di Ridley Scott (2021)
- Monaco - Sull'orlo della guerra (Munich - The Edge of War), regia di Christian Schwochow (2021)
- Napoleone - Nel nome dell'arte, regia di Giovanni Piscaglia – documentario (2021)
- The Flash, regia di Andy Muschietti (2023)
- The Beekeeper, regia di David Ayer (2024)

#### Televisione
- Poliziotti in cilindro: i rivali di Sherlock Holmes (The Rivals of Sherlock Holmes) – serie TV, episodio 1x06 (1971)
- La dinastia del potere (The Pallisers) – serie TV, 6 episodi (1974)
- Notorious Woman, regia di Waris Hussein – miniserie TV (1974)
- The Liberty Tree – musical TV (1975)
- Churchill's People – serie TV, episodio 1x22 (1975)
- Love for Lydia – serie TV, 6 episodi (1977)
- Ritorno a Brideshead (Brideshead Revisited), regia di Charles Sturridge e Michael Lindsay-Hogg – miniserie TV (1981)
- The Captain's Doll, regia di Claude Whatham – film TV (1983)
- The Dream, regia di Norman Stone – film TV (1989)
- Roald Dahl's Danny the Champion of the World, regia di Gavin Millar – film TV (1989)
- Mirad, regia di Jeremy Irons – film TV (1997)
- Nel regno delle fate – film TV (1999) - voce
- Longitude, regia di Charles Sturridge – film TV (2000)
- Last Call - Genio ribelle (Last Call), regia di Henry Bromell – film TV (2002)
- Elizabeth I, regia di Tom Hooper – miniserie TV (2005)
- The Colour of Magic, regia di Vadim Jean – film TV (2008)
- Georgia O'Keeffe, regia di Bob Balaban – film TV (2009)
- Law & Order - Unità vittime speciali (Law & Order: Special Victims Unit) – serie TV, episodi 12x13-12x20 (2011)
- Eco-Hollywood, regia di Brent Roske – film TV (2011)
- The Hollow Crown – miniserie TV, 2 puntate (2012)
- I Borgia (The Borgias) – serie TV, 29 episodi (2011-2013)
- Watchmen – miniserie TV, 8 puntate (2019)
- Il conte di Montecristo (The Count of Monte Cristo), regia di Bille August – miniserie TV, puntata 2 (2025)

#### Videoclip
- Queenie Eye di Paul McCartney (2013)

### Doppiatore
- Spaceship Earth, regia di Ray Bradbury – cortometraggio (1982)
- Il re leone, regia Roger Allers e Rob Minkoff (1994)
- Nel regno delle fate, regia Gary Hurst (1999)
- The Chronoscope, regia di Andrew Legge – cortometraggio (2009)
- L'occhio del leopardo (Eye of the Leopard), regia di Derek Joubert – documentario (2005)
- L'ultima preda (Ultimate prey: Lions and elephants), regia di Derek Joubert – documentario (2006)
- Nemici per sempre: leoni e bufali (Ultimate enemies), regia di Derek Joubert – documentario (2007)
- The Magic 7, regia di Vadim Jean – film TV (2009)
- The Majestic Plastic Bag, regia di Jeremy Konner – cortometraggio (2010)
- I Simpson – serie TV, episodio 23x12 (2012)
- Il trono dei leoni (Game of Lions), regia di Derek Joubert – documentario (2014)[13]

### Regista
- Mirad – film TV (1997)

## Teatro

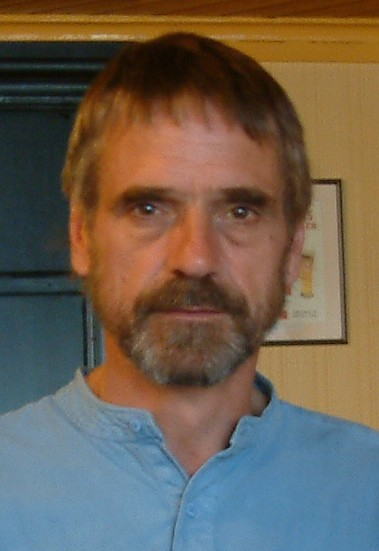
Jeremy Irons nel 2006

- Il racconto d'inverno, di William Shakespeare. Bristol Old Vic di Bristol (1969)
- Hay Fever, di Noël Coward. Bristol Old Vic di Bristol (1969)
- What the Butler Saw, di Joe Orton. Bristol Old Vic (1969)
- Il maggiore Barbara, di George Bernard Shaw. Bristol Old Vic di Bristol (1969)
- Il servitore di due padroni, di Carlo Goldoni. Bristol Old Vic di Bristol (1969)
- Macbeth, di William Shakespeare. Bristol Old Vic di Bristol (1969)
- The Boy Friend, di Sandy Wilson. Bristol Old Vic di Bristol (1969)
- Rosencrantz e Guildenstern sono morti, di Tom Stoppard. Little Theatre di Bristol (1970)
- Come vi piace, di William Shakespeare. Bristol Old Vic di Bristol (1970)
- Oh! What a Lovely War, di Len Deighton. Bristol Old Vic di Bristol (1970)
- La scuola della maldicenza, di Richard Brinsley Sheridan. Bristol Old Vic di Bristol (1970)
- Godspell, di Stephen Schwartz. Roundhouse E Wyndham's Theatre di Londra (1971)
- Le memorie di un pazzo, da Nikolaj Vasil'evič Gogol'. Act Inn di Londra (1973)
- Molto rumore per nulla, di William Shakespeare. Young Vic di Londra (1994)
- Il guardiano, di Harold Pinter. Young Vic di Londra (1974)
- La bisbetica domata, di William Shakespeare. Roundhouse di Londra (1975)
- Wild Oats, di John O'Keeffe. Aldwych Theatre (1976) e Piccadilly Theatre di Londra (1976)
- The Rear Column, di Simon Gray. Gielgud Theatre di Londra (1978)
- The Real Thing, di Tom Stoppard. Gerald Schoenfeld Theatre di Broadway (1984)
- Il racconto d'inverno, di William Shakespeare. Royal Shakespeare Theatre di Stratford (1986)
- Il giramondo, di Aphra Behn. Swan Theatre di Stratford, Mermaid Theatre di Londra (1986)
- Riccardo II, di William Shakespeare. Royal Shakespeare Theatre di Stratford (1986), Barbican Centre di Londra (1987)
- A Little Night Music, di Stephen Sondheim e Hugh Wheeler. New York City Opera di New York (2003)
- Pinter Plays, Poetry & Prose, testi di Harold Pinter, regia di Alan Stanford, Gate Theatre di Dublino, al Teatro Carignano di Torino (12 marzo 2006)[7][14]
- Anniversario, di Harold Pinter. Gate Theatre di Dublino e Noël Coward Theatre di Londra (2006)
- Embers, di Christopher Hampton. Duke of York's Theatre di Londra (2006)
- Never So Good, di Howard Brenton. National Theatre di Londra (2008)
- Impressionism, di Michael Jacobs. Gerald Schoenfeld Theatre di Broadway (2009)
- Lungo viaggio verso la notte, di Eugene O'Neill. Bristol Old Vic di Bristol (2016), Wyndham's Theatre di Londra, Brooklyn Academy of Music di New York e Wallis Annenberg Center for the Performing Arts di Los Angeles (2018)
- Correspondance 1944-1959 Letture dal carteggio tra Albert Camus e Maria Casares, con Isabelle Huppert, al Teatro Argentina di Roma (17 dicembre 2017)[7][15]
- Ashes to Ashes, di Harold Pinter, con Isabelle Huppert, Creazione apposita per il Premio Europa per il Teatro, al Teatro Argentina di Roma (17 dicembre 2017)[7][15]

## Riconoscimenti
- Tony Award nel 1984 come Miglior Attore per La cosa reale
- Golden Globe 1987 nomination per Miglior attore per Mission
- David di Donatello nel 1991 come Miglior attore straniero per Il mistero Von Bulow
- Golden Globe nel 1991 come Miglior attore per Il mistero Von Bulow
- Premio Oscar nel 1991 come Miglior attore per Il mistero Von Bulow[1]
- Golden Globe nel 2006 come miglior attore non protagonista in una serie mini-serie o film TV per Elizabeth I
- Emmy nel 2006 come miglior attore non protagonista in una serie mini-serie o film TV per Elizabeth
- Premio Europa per il teatro nel 2017[6]

## Premio Europa per il Teatro
Nel 2017 ha ricevuto il XVI Premio Europa per il teatro, con la seguente motivazione:
La vita e l’arte in Jeremy Irons si intrecciano fino al punto di formare uno stile inconfondibile, dell’uomo e dell’attore, dal quale traspaiono un respiro di libertà e l’invidiabile capacità di stare dentro al giuoco delle più svariate produzioni, teatrali, cinematografiche e televisive, senza mai tradire se stesso e la sua indipendenza. Tra grandi produzioni, impegni ed amore costante per il proprio mestiere, Jeremy Irons dice di sé: «Sono diventato un attore per essere un mascalzone e un vagabondo, quindi non credo che l’establishment sarebbe stato in grado di integrarmi come uno dei loro, perché non lo sono». La libertà di Irons è anche quella di saper padroneggiare perfettamente tutte le possibilità di un mestiere tra i più difficili al mondo. La sua duttilità di attore, a proprio agio nel teatro shakespeariano come in un serial televisivo di successo, è frutto di una professione amata e voluta. La sua esperienza ed il suo pragmatismo gli consentono di affrontare e vivere, più o meno radicalmente ma sempre con grande onestà, alcune questioni legate al suo ambiente di lavoro, alla formazione degli attori ed anche alla politica e alle contraddizioni che viviamo nel nostro tempo. Assegnando a Jeremy Irons il Premio Europa per il Teatro premiamo un artista esemplare ed ammirato in tutto il mondo. Dobbiamo comunque essere consapevoli che questo riconoscimento va ad un uomo che, riflettendo sull’arco della sua carriera, ha detto: «L’idea di una carriera mi è apparsa come una sentenza di condanna alla prigione. Sarei partito dal fondo ed avrei seguito la mia strada lavorando fino a raggiungere il top della scala, dopo mi sarei ritirato e dopo un po’ sarei morto… Per essere un outsider tutto ciò mi è sembrato molto, molto attraente».

## Doppiatori italiani
Nelle versioni in italiano delle opere in cui ha recitato, Jeremy Irons è stato doppiato da:
- Mario Cordova ne Il mistero Von Bulow, Waterland - Memorie d'amore, M. Butterfly, La casa degli spiriti, Lolita, The Time Machine, Margin Call, Treno di notte per Lisbona, L'uomo che vide l'infinito, Race - Il colore della vittoria, Batman v Superman: Dawn of Justice, Assassin's Creed, L'ora più bella, Justice League, Viaggio con papà - Istruzioni per l'uso, Il Museo del Prado, la corte delle Meraviglie, Watchmen, Amore, matrimoni e altri disastri, Zack Snyder's Justice League, Monaco - Sull'orlo della guerra, Napoleone - Nel nome dell'arte, The Flash, The Beekeeper, Il conte di Montecristo
- Gino La Monica ne La donna del tenente francese, Mission, Die Hard - Duri a morire, Last Call - Genio ribelle, Elizabeth I, La Pantera Rosa 2, Chi ti credi di essere?, I Borgia, The Words, Beautiful Creatures - La sedicesima luna
- Gianni Giuliano in Ritorno a Brideshead, Delitti e segreti, Io ballo da sola, Dungeons & Dragons, And Now... Ladies & Gentlemen, House of Gucci
- Rodolfo Bianchi ne L'anitra selvatica, La diva Julia - Being Julia, Inland Empire - L'impero della mente, Eragon
- Luca Biagini in Law & Order - Unità vittime speciali, Casanova, Georgia O'Keeffe
- Sergio Di Stefano in Tradimenti, Un amore di Swann
- Aldo Reggiani ne Il danno, Chinese Box
- Edoardo Siravo ne Le crociate - Kingdom of Heaven, Red Sparrow
- Paolo Maria Scalondro in Inseparabili
- Carlo Valli ne L'opera del seduttore
- Antonio Sanna ne La maschera di ferro
- Oreste Rizzini ne Il quarto angelo
- Giancarlo Giannini in Callas Forever
- Massimo Corvo ne Il mercante di Venezia
- Francesco Pannofino in Appaloosa
- Stefano Mondini in High-Rise - La rivolta
- Luca Ward ne La corrispondenza

Da doppiatore è sostituito da:
- Tullio Solenghi ne Il re leone
- Gianni Giuliano in Nel regno delle fate
- Giancarlo Giannini ne L'ultima preda
- Alberto Angrisano in Nemici per sempre: leoni e bufali
- Luca Biagini ne I Simpson
- Roberto Draghetti ne Il trono dei leoni
- Gerolamo Alchieri in Once Upon a Studio